# Crassacythere
Crassacythere is een geslacht van uitgestorven kreeftachtigen uit de klasse van de Ostracoda (mosselkreeftjes).

## Soorten
- Crassacythere brevispina (Szczechura, 1964) Gruendel & Kozur, 1972 †
- Crassacythere crassa (Szczechura, 1964) Gruendel & Kozur, 1972 †
- Crassacythere flata (Szczechura, 1964) Gruendel & Kozur, 1972 †
- Crassacythere sherborni (Jones & Hinde, 1890) Gruendel & Kozur, 1972 †
- Crassacythere strangulata (Bosquet, 1854) Gruendel & Kozur, 1972 †